# AMC Schneider P16
L'Automitrailleuse de combat Schneider P16 o AMC Citroën-Kégresse Modèle 1929 era un'autoblindo semicingolata francese sviluppata tra le due guerre mondiali.

## Storia

### Sviluppo e produzione
La P16 venne sviluppata nel 1924 dalla Citroën; era molto simile alla precedente Citroën-Kégresse M23 ma aveva una torretta ingrandita, costruita dalla Schneider, e un più potente motore Panhard 16 da 60 CV, che dava anche il nome al modello. Nel giugno 1925 l'Armée de terre ordinò una preserie di 4 veicoli. In ottobre dello stesso anno fu ordinato un primo lotto di 10 veicoli di serie. La Citroën non riuscì a garantire la produzione, così l'ordine venne girato alla Schneider. La Citroën forniva i telai, la Kégresse i cingoli, la Schneider realizzava le piastre blindate e provvedevano all'assemblaggio finale.
I quattro veicoli di preserie ricevettero la denominazione aziendale Modèle 1928, dall'anno di consegna. Le blindo di serie ricevettero allo stesso modo Modèle 1929, anche se le consegne avvennero effettivamente tra il 1930 e il 1931; diversamente dai prototipi, queste montavano un più prestante motore Panhard 17. Il nome ufficiale comunque era AMC Schneider P16, assegnato al mezzo nel 1931. Il P16 venne accettato in quanto rispondente alle specifiche emesse dal Comando supremo il 12 aprile 1923 per il requisito AMC N°1, riguardante una autoblindo da combattimento ruotata per la cavalleria; inoltre soddisfaceva parzialmente anche ai requisiti dell'AMC N°2, emessi in agosto 1924 per una blindo da cavalleria cingolata (i semicingolati rientravano comunque in questa categoria). La sigla AMC stava per Automitrailleuse de Combat, che a quei tempi nel lessico dell'Armée de terre indicava qualsiasi tipo di veicolo blindato dell'arma di cavalleria, dato che questa nel 1922 da regolamento non poteva impiegare carri armati; inoltre i veicoli completamente cingolati del tempo non erano considerati abbastanza veloci e affidabili per la cavalleria e così le AMC semicingolate vennero impiegate come carri armati da combattimento fino al 1935, quando la cavalleria ricevette veri carri armati. Furono realizzate 96 blindo P16 Mle 1928, con numeri di telaio compresi tra 37002 e 37168, per un totale di 100 autoblindo.

### Esportazione
La AMC Schneider P16 non venne mai esportata. Tuttavia nel luglio 1930 il Comando supremo belga considerò l'acquisto del modello nell'ambito del programma di meccanizzazione della cavalleria, prevedendo di armarlo con un cannone ad alta velocità da 47 mm FRC Mle 1931 di progettazione belga, con nettamente superiori capacità anticarro. Alla fine i belgi optarono per una soluzione completamente cingolata, acquistando l'AMC 35.

### Impiego operativo
Le P16 furono assegnate, all'entrata in servizio, a 8 squadroni autonomi AMC (Escadrons de Automitrailleuses de Combat o EAMC), che nel 1932 erano inquadrati in quattro delle cinque divisioni di cavalleria (Division légère de cavalerie o DLC). In seguito vennero assegnate alla 1er Division Légère Mécanique (DLM), la prima divisione blindata francese, come veicolo da combattimento principale fino al loro rimpiazzo con il Somua S35 a partire dal 1937. Quattordici P16 furono quindi trasferite al 2e Régiment de Chasseurs d'Afrique in Tunisia e le rimanenti alle divisioni di fanteria come Automitrailleuse de Reconnaissance (AMR, che nel lessico dell'Armée indicava un mezzo corazzato di supporto per la fanteria motorizzata e non specificatamente un veicolo da ricognizione puro); presso l'arma di fanteria la denominazione ufficiale divenne AMR Schneider P16. Nelle divisioni di fanteria le AMR equipaggiavano i Groupes de Reconnaissance de Division d'Infantrie (GRDI), gruppi da ricognizione forniti dalla cavalleria alle divisioni motorizzate. I 1er GRDI, 3e GRDI, 4e GRDI, 6e GRDI e 7e GRDI durante la campagna di Francia avevano ognuno in organico un Groupe d'Escadrons de Reconnaissance (GER), equipaggiato teoricamente con 16 P16, in quattro plotoni da 3 mezzi ciascuno e 4 blindo di riserva. La dotazione tabellare sarebbe dovuta essere quindi di 80 blindo; in realtà erano di meno; il 2 settembre 1939 queste unità schieravano 74 blindo P16, scese a 54 il 10 maggio: 8 in dotazione al 1er GRDI, 12 al 3e GRDI, 9 al 4e GRDI, non più di 13 al 6e GRDI e 12 blindo al 7e GRDI; negli ultimi due reparti le AMR facevano parte di squadroni misti insieme alle automitrailleuse de découverte (AMD), le autoblindo ruotate propriamente dette. Sedici erano in manutenzione o usate dalle scuole guida, mentre 22 erano poste in riserva (cioè fuori uso ma suscettibili di riparazione). Alcuni GRDI, in risposta alla bassa disponibilità di mezzi, ridussero il numero dei plotoni AMC da quattro a tre.
Tutti i veicoli sopravvissuti erano ormai completamente usurati e ormai vicini alla dismissione in favore dei carri leggeri Hotchkiss. Gli equipaggi di alcuni reparti erano già stati avviati alla riconversione sul nuovo carro e dovettero essere frettolosamente richiamati quando iniziò l'invasione tedesca. Nonostante questo, mezzi ed equipaggi combatterono con una certa efficacia contro le forze tedesche, come per esempio il 14 maggio, quando due P16 del 1er GRDI furono cruciali nella riconquista di Haut-le-Wastia, occupata dai fanti della 5. Panzer-Division. A causa delle lunghe distanze che le divisioni motorizzate dovettero coprire, la maggior parte dei mezzi dovette essere abbandonata per guasti meccanici.
Dopo l'armistizio, i veicoli di stanza in Nordafrica venne concessi alle unità francesi in loco, venendo trasferite al 5e Régiment de Chasseurs d'Afrique di Algeri. Undici P-16 furono trasferiti a marzo 1940 al 2e Régiment de Chasseurs d'Afrique Portés (RCAP) della 6e DLC. Da quanto risulta la Wehrmacht non immise in servizio nessuna delle P16 catturate.

## Tecnica
La blindo AMC Schneider P16 era un veicolo di piccole dimensioni, lungo 4,83 m, largo 1,75 m e alto 2,6 m. Lo spessore massimo della blindatura era di soli 11,4 mm, cosicché ne risultava un mezzo dal peso contenuto di 6,8 t. Questo, combinato con un potente motore Panhard 17 da 60 hp nel muso del mezzo consentiva una velocità massima di 50 km/h, molto alta per il periodo. Il serbatoio da 125 l permetteva un'autonomia di 250 km. La trincea superabile era di 40 cm e la pendenza del 40%.
Le ruote anteriori, folli e direttrici, avevano balestre semiellittiche; il treno di rotolamento del tipo "Kégresse-Hinstin" era costituito dalla ruota motrice anteriore, dalla ruota di rinvio posteriore su un bilanciere, da due carrellini portanti a due ruote ciascuno collegati all'asse posteriore da balestre semiellittiche e da un rullo reggicingolo; il cingolo non era formato da maglie ma da una banda interna in acciaio rivestita in gomma.
L'equipaggio era costituito da tre membri: il capocarro, che fungeva anche da cannoniere nella torretta, e due piloti nello scafo, dei quali uno nel posto di guida contromarcia, pronto a prendere il controllo del mezzo in caso di imboscata. Questa doppia guida era tipica dei mezzi da ricognizione, come l'italiana AB40.
Nel prototipo Mle 1928 la torretta ottagonale girevole era posta sopra il vano di combattimento ottagonale; la torretta era armata con un cannone corto da 37 mm Puteaux SA 18 frontale e una mitragliatrice Hotchkiss Mle 1914 in calibro 7,92 mm sul retro. Due piccoli rulli erano posti davanti a ciascuna delle ruote frontali, per agevolare il superamento di dossi e trincee.
Il mezzo di serie Mle 1929 aveva una differente configurazione. Il vano di combattimento era squadrato e la mitragliatrice, ora una MAC 31 calibro 7,5 mm, era coassiale al cannone, sul frontale della torretta. I piccoli rulli furono sostituiti da tre più grandi, posti davanti al muso del mezzo, con il più grande al centro; questi consentiva di superare gradini di 50 cm. La riserva di bordo era di 100 colpi da 37 mm: 60 granate ad alto esplosivo e 40 proietti perforanti. La mitragliatrice aveva una dotazione di 3.000 colpi: 13 caricatori o 1.950 cartucce standard e sette caricatori o 1.050 cartucce perforanti (con capacità di penetrazione di circa 12 mm).